# Список млекопитающих, занесённых в Красную книгу Забайкальского края
Список млекопитающих, занесённых в Красную книгу Забайкальского края — в списке указаны все млекопитающие, вошедшие в Красную книгу Забайкальского края, по состоянию на 2012 год.

## Насекомоядные

### Ежовые
- Даурский ёж (Mesechinus dauuricus)

### Землеройковые
- Малая белозубка (Crocidura suaveolens)

## Рукокрылые

### Гладконосые, или обыкновенные летучие мыши
- Усатая ночница (Myotis mystacinus)
- Ночница Брандта (Myotis brandtii)
- Ночница Иконникова (Myotis ikonnikovi)
- Водяная ночница (Myotis daubentonii)
- Бурый ушан (Plecotus auritus)
- Восточный кожан (Vespertilio superans)

## Хищные

### Куньи
- Речная выдра (Lutra lutra)

### Кошачьи
- Манул (Felis manul)
- Леопард (Panthera pardus)
- Тигр (Panthera tigris)
- Ирбис, или снежный барс, или снежный леопард (Uncia uncial)

## Китопарнокопытные

### Полорогие
- Дзерен (Procapra gutturosa)
- Архар, или горный баран (Ovis ammon)
- Снежный баран (Ovis nivicola)

## Грызуны

### Беличьи
- Тарбаган, или монгольский сурок (Marmota sibirica)
- Черношапочный сурок (Marmota camtchatica)

### Хомячьи
- Муйская полёвка (Microtus mujanensis)
- Амурский лемминг (Lemmus amurensis)

### Слепышовые
- Маньчжурский цокор (Myospalax psilurus)